# Drei-Bruch-Falz
Der Drei-Bruch-Falz ist ein Begriff aus der Druckweiterverarbeitung.
Beim Falzen von Rohbogen werden die Papierfasern des Papiers in der Laufrichtung gebrochen, man spricht deshalb vom Bruch. Wenn ein Falzbogen oder ein Falzschema dreimal gefalzt wird, spricht man deshalb vom Drei-Bruch-Falz. In diesem Fall entsteht ein 16-seitiger Falzbogen. In den meisten Fällen verdoppelt jeder Bruch die Anzahl der Seiten.

## Typen
Der bekannteste Typ eines Drei-Bruch-Falzes ist der doppelte Kreuzbruch oder Dreibruch.

### Kreuzbruch
Nach dem Druck wird der Rohbogen in einer Falzmaschine einmal in Längsrichtung und dann in Querrichtung gefalzt. Dabei werden die Papierfasern im Bogen unabhängig von der Laufrichtung des Papiers auf jeden Fall einmal gebrochen, daher stammt der Begriff Bruch. Wenn man den Bogen dann wieder auffalten würde, haben die beiden Falzungen (Brüche) des Falzschemas die Form eines Kreuzes.
Durch diese Falzart entsteht aus dem Rohbogen ein Falzbogen mit 8 Seiten, ein sogenannter halber Bogen. Die acht Seiten müssen also vorher beim Ausschießen gemäß diesem Falzschema bereits auf der Druckform angeordnet worden sein.

### Dreibruch

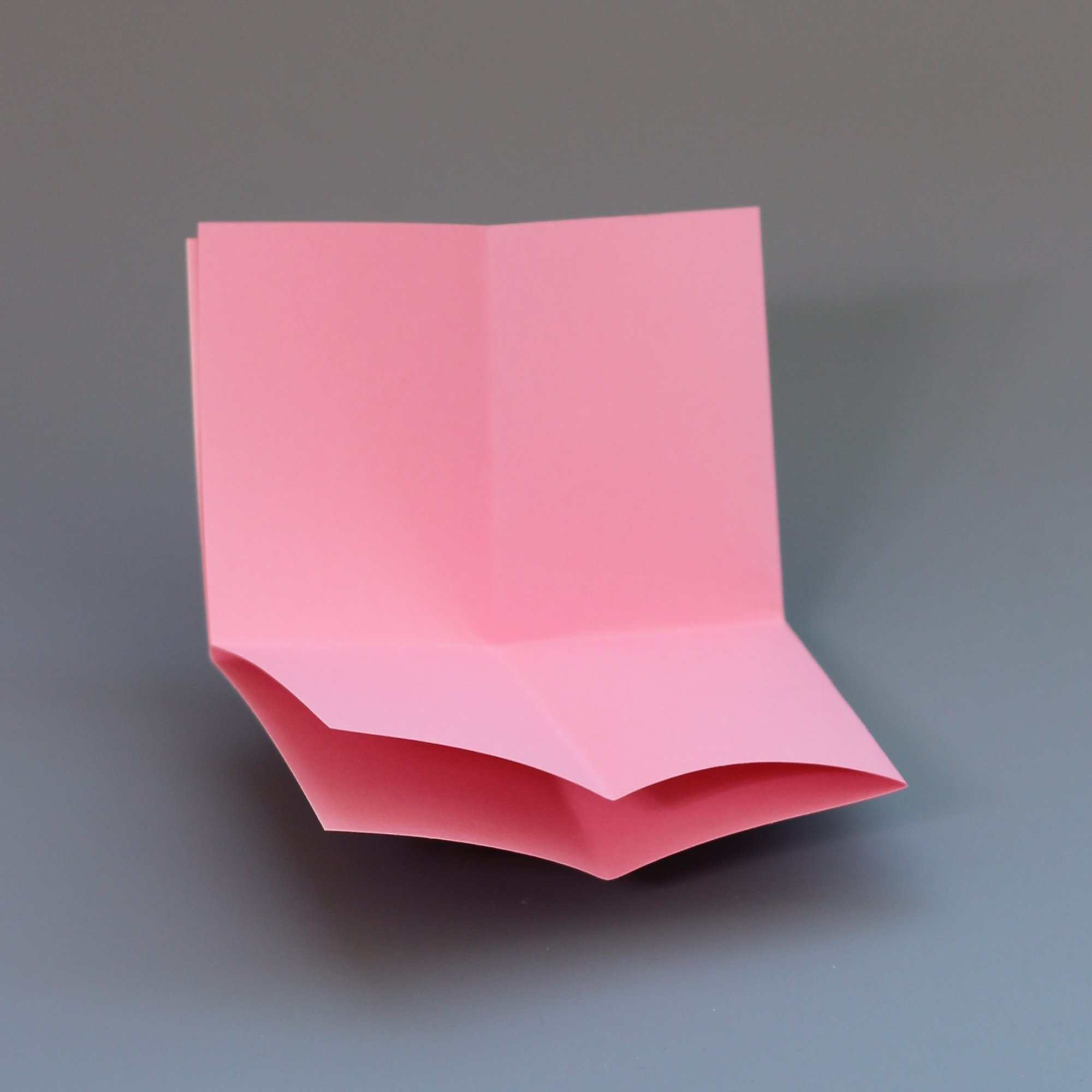
Drei-Bruch-Kreuzfalz

Beim Dreibruch wird der Bogen einmal in Längsrichtung, dann in Querrichtung (also wie beim Kreuzbruch) und dann wieder einmal in Längsrichtung gefalzt, es entsteht ein 16-seitiger Falzbogen. Falzt man den Bogen jetzt wieder auf, ergeben die einzelnen Brüche die Form nebeneinander liegender Kreuze. Man spricht deshalb auch vom doppelten Kreuzbruch. Genau genommen sagt aber die Anzahl der Brüche eines Falzschemas nichts über die Anzahl der entstehenden Seiten des Falzbogens aus, da man ja auch andere Reihenfolgen bei den einzelnen Brüchen wählen kann, z. B. Parallelfalz. Umgangssprachlich steht der Begriff Dreibruch aber für den genannten 16-seitigen Falzbogen.